# Hugo Jung (Manager)
Hugo Peter Felix Jung (* 17. Juli 1943 in Metz, Lothringen; † 6. Dezember 2007 in Mörfelden-Walldorf) war ein deutscher Journalist und Kommunikationsmanager.

## Leben
Hugo Jung studierte von 1965 bis 1969 Soziologie und Volkswirtschaftslehre an der Universität Frankfurt und schloss als Diplom-Soziologe ab. Er machte anschließend ein Volontariat beim Höchster Kreisblatt und bei der Frankfurter Neuen Presse, wo er von 1970 bis 1972 als Wirtschaftsredakteur arbeitete. Ab 1973 arbeitete in der Abteilung Öffentlichkeitsarbeit der Frankfurter Hoechst AG, ab 1978 als Prokurist und stellvertretender Leiter. In den 1980er Jahren der Kernenergiedebatten war er für die Öffentlichkeitsarbeit der Informationszentrale der Elektrizitätswirtschaft (IZE) zuständig. Ende der 1980er Jahre wurde er in Nachfolge von Klaus Kocks Geschäftsführer bei der IZE, 2003 ging er in den Ruhestand.
Von 1985 bis 1988 war Jung Vizepräsident, von 1988 bis 1994 Präsident der Deutsche Public Relations Gesellschaft (DPRG), später Ehrenmitglied und Ehrenpräsident. Für seinen Einsatz für Qualifizierungsmaßnahmen in der PR-Ausbildung wurde er 1990 mit dem Bundesverdienstkreuz am Bande des Verdienstordens der Bundesrepublik Deutschland geehrt.
Er war Autor zahlreicher Fachpublikationen und -schriften.

## Veröffentlichungen (Auswahl)
- 100 Jahre Wohnungsbau Hoechst. Ges. für Gemeinnützigen Wohnungsbau Hoechst, Frankfurt (Main) 1974
- Titelseiten. Visitenkarten der deutschen Geschichte. IZE, Informationszentrale der Elektrizitätswirtschaft e.V., Frankfurt 1990